# VH1 (Reino Unido & Irlanda)
VH1 Reino Unido e Irlanda foi um canal de televisão de música, pertencente a MTV Networks Europe. Era a versão britânica do VH1. Foi lançado em 10 de Outubro de 1994.

## Conceito
- MTV Networks criou VH1 como uma alternativa para seu canal de juventude orientada MTV.

- O canal tem como alvo um público entre 25-44 anos de idade, VH1 pretende ser "maduro, sofisticado e elegante totalmente para os espectadores que ainda se sente jovem e quer manter em contato com o que está acontecendo na cena musical de hoje." A música que tocam é composta por músicas da década de 1970 até à de hoje.

- Grande parte da sua programação é retirado do VH1 EUA, e o canal tem muitos 'Top 20' e 'Top 40'. Alguma programação a partir de MTV também é mostrado na VH1.

- Entre o seu lançamento no Reino Unido e final da década de 1990 o canal exibiu muitos vídeos dos anos 80, incluindo os dias de hoje. O canal também no dedicava um dia especial para um artista. Exemplos destes incluem "Jacksons Day", "Beautiful South Day" e "Elton John Day".

- Em julho de 1998, o canal fez uma "Maratona Pop-up Video". Outra característica que seria executado no canal foi Dez dos melhores, em que o vídeo de um artista é exibido e depois o artista seleciona os seus dez melhores vídeos, em que eles iriam dizer por que eles gostam, juntamente com a canção com uma descrição do vídeo que o espectador seria mostrado. Após o show terminou em VH1, a mesma ideia foi então transferido para VH2, em que os artistas alternativos como Feeder e Atleta escolheria os vídeos. Os vídeos mostrados eram geralmente bandas como The Pixies, Elbow e Biffy Clyro. Apesar de depois, a VH2 deixar de existir, VH1 não reconsiderou o programa.